# حامد العمادي
حامد العمادي واسمهُ الكامل: حامد بن علي بن إبراهيم بن عبد الرحمن بن عماد الدين بن محب الدين الحنفي الدمشقي (1103هـ، 1692م – 1171هـ، 1758م) هو مفتي الحنفية بدمشق وابن مفتيها كان عالمًا محققًا أديبًا.

## الحياة المبكّرة
وُلد حامد العمادي بدمشق في يوم الأربعاء عاشر جمادي الثانية سنة ثلاث ومائة وألف ونشأ بها وقرأ القران واشتغل بطلب العلم على جماعة. تعلم عند عددٍ من المشايخ منهم الشيخ أبو المواهب مفتي الحنابلة وحضر دروسه في الأموي والياغوشية وأجازه وكذلك الشيخ محمد بن علي الكاملي حضر وعظه في الأموي ودرسه في السنانية وأجازه وأخذ عنه وكذلك الشيخ الياس الكردي نزيل دمشق والشيخ الاستاذ عبد الغني النابلسي حضر دروسه في السليمية ودرسه في الفتوحات وأخذ عنه ومنهم الشيخ يونس المصري نزيل دمشق حضر دروسه وكذلك الشيخ عبد الرحيم الكابلي الهندي نزيل دمشق قرأ عليه كذلك علومًا شتى وأخذ عنه وأجازه الشيخ عبد الجليل المواهبي الحنبلي ومنهم الشيخ أحمد الغزي مفتي الشافعية بدمشق والشيخ محمد الخليلي والشيخ علي التدمري وأخذ عن عمه محمد بن إبراهيم العمادي.
حجَّ صغيرًا فأخذ عن جماعة في الحرمين وأجازوه منهم الشيخ عبد الله بن سالم البصري المكي والشيخ أحمد النخلي المكي والشيخ محمد الإسكندري ثم المكي وأوهبه تفسيره الذي ألفه النظم بعشرة مجلدات ومنهم الشيخ عبد الكريم الهندي نزيل مكة والشيخ تاج الدين القلعي المكي وأخذ عنه حديث الأولية وكذلك الشيخ محمد الوليدي المكي والشيخ محمد عقيلة المكي والشيخ عبد الكريم بن عبد الله الخليفتي العباسي المدني والشيخ محمد أبو الطاهر لكوراني المدني وغيرهم ومن علماء الروم أخذ عن أحمد المعروف بعلمي قاضي العساكر في دار السلطنة العلية ومهر المترجم.

## المسيرة المهنيّة
درس حامد بالجامع الأموي ثم صار مفتيًا في أواسط رمضان سنة سبع وثلاثين ومائة وألف وصار يدرس في السليمانية بالميدان الأخضر واستفتح في دروسه خطبًا من إنشائه وجمعها فبلغت مجلدًا ضخمًا. له تأليف رسايل منها «شرح الإيضاح» ومن رسائله «الدر المستطاب في موافقات سيدنا عمر بن الخطاب رضي الله عنه» ومنها «الحوقلة في الزلزلة» ومنها «في قوله تعالى بيدك الخير» ومنها أيضًا «في جواز نكاح الأخت بعد موت أختها بيوم» ومنها مسائل منثورة ومنها «الأتحاف لشرح خطبة الكشاف» ومنها «تشنيف الإسماع في إفادة لو للامتناع» ومنها «في الأفيون» ومنها «في القهوة» ومنها «القول الأقوى في تعريف الدعوى» ومنها «زهر الربيع في مساعدة الشفيع» ومنها اختلاف أراء المحققين في رجوع الناظر على المستحقين ومنها التفصيل في الفرق بين التفسير والتأويل ومنها الرجعة في بيان الضجعة ومنها «ضوء الصباح في ترجمة سيدنا أبو عبيدة بن الجراح رضي الله عنه» ومنها في دفع الطاعون ومنها مصباح الفلاح في دعاء الاستفتاح ومنها اتحاد القمرين في بيتي الرقتين ومنها اللمعة في تحريم المتعة ومنها في بحث من أبحاثها ومنها تقعقع الشن في نكاح الجن ومنها الصلوات الفاخرة في الأحاديث المتواترة ومنها الخلاص من ضمان الأجير المشترك والخاص ومنها الاظهار ليمين الاستظهار ومنها المطالب السنية للفتأوي العلية ومنها الحامدية في الفرق بين الخاصة والخاصية ومنها النقحة الغيبية في التسليمة الآلهية ومنها قرة عين الخط الأوفر في ترجمة الشيخ محيي الدين الأكبر قدس سره ومنها منحة المناح في شرح بديع مصباح الفلاح ومنها صلاح العالم بافتاء العالم ومنها عقيلة المغاني في تعدد الغواني ومنها جمال الصورة واللحية في ترجمة سيدي دحية رضي الله عنه ومنها العقد الثمين في ترجمة صاحب الهداية برهان الدين وديوان شعر ومكاتبات وغير ذلك.

## قائمة أعماله
هذه قائمةٌ بأبرز أعمال حامد العمادي مفتي الحنفية بدمشق مع معلومات حولها:
- الدر المستطاب في موافقات سيدنا عمر بن الخطاب رضي الله عنه (محقق): حقق الرسالة مصطفى عثمان حميد وهو منشور.
- الحوقلة في الزلزلة (مخطوط).
- في قوله تعالى: "بيدك الخير" (محقق): حقق الرسالة سيور علي عبد العزيز من خلال ثلاث مخطوطات في جامعة إفريقيا العالمية بالسودان 2013.
- قول القوم في جواز نكاح الأخت بعد موت أختها بيوم (مخطوط).
- الإتحاف بشرح خطبة الكشاف (محقق): حققت الرسالة من خلال خمس مخطوطات في جامعة سكاريا بتركيا 2023.
- تشنيف الأسماع في إفادة لو للامتناع (محقق): حقق الرسالة محمد تاسا ونشر في مجلة جامعة نجم الدين أربكان.
- رسالة في الأفيون (مخطوط).
- رسالة السنية في القهوة البنية وما فيها من أسفار بعض الأخيار (مخطوط).
- القول الأقوى في تعريف الدعوى (محقق).
- زهر الربيع في مساعدة الشفيع (مخطوط).
- اختلاف أراء المحققين في رجوع الناظر (محقق).
- ضوء الصباح في ترجمة سيدنا أبو عبيدة بن الجراح رضي الله عنه (مخطوط).